# 귀젤유르트구

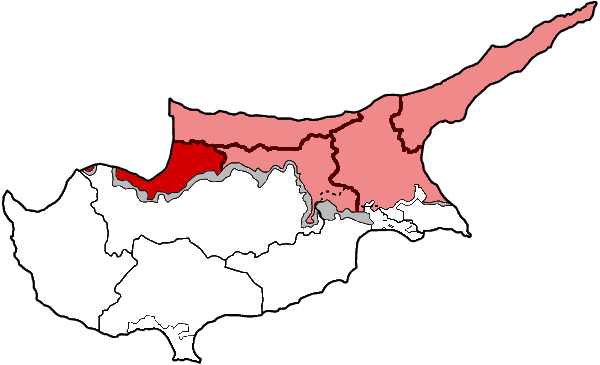
귀젤유르트구의 위치

귀젤유르트구(튀르키예어: Güzelyurt İlçesi)는 북키프로스의 구로 행정 중심지는 모르푸(터키어 이름은 귀젤유르트)이며 인구는 18,946명(2011년 기준)이다. 1개 소관구(Güzelyurt)를 관할한다. 1998년 6월 1일 레프코샤구에서 분리되어 신설되었으며 2016년 12월 27일에는 레프케구가 귀젤유르트구에서 분리되어 신설되었다.